# Cleptocaccobius schaedlei
Cleptocaccobius schaedlei är en skalbaggsart som beskrevs av D'orbigny 1902. Cleptocaccobius schaedlei ingår i släktet Cleptocaccobius och familjen bladhorningar. Inga underarter finns listade i Catalogue of Life.